# Governador Mangabeira
Governador Mangabeira es un municipio brasileño del estado de Bahía. Su población estimada en 2010 era de 19.828 habitantes.